# 榛鸡属
榛鸡属（学名：Tetrastes）为雉科的一个属。

## 下属物种
本属包括以下物种：
- 花尾榛鸡 Tetrastes bonasia (Linnaeus, 1758)
- 斑尾榛鸡 Tetrastes sewerzowi Prjevalsky, 1876